# Izumi (Osaka)
Izumi (jap. 和泉市 Izumi-shi) – miasto w Japonii, na wyspie Honsiu, w prefekturze Osaka.

## Położenie
Miasto leży w południowej części prefektury, w aglomeracji Osaki. Graniczy z:
- Takaishi
- Izumiotsu
- Kishiwada
- Kawachinagano
- Sakai

## Historia
Miasto otrzymało prawa miejskie 1 września 1956 roku.

## Miasta partnerskie
- Stany Zjednoczone: Bloomington